# Superman 3
Superman 3 (v anglickém originále Superman III) je britsko-americký dobrodružný film z roku 1983, který natočil Richard Lester. Snímek vychází z komiksů o Supermanovi, vydávaných vydavatelstvím DC Comics. Zároveň se jedná o pokračování filmu Superman 2 (1980), ve kterém titulní postavu rovněž ztvárnil Christopher Reeve. Rozpočet snímku činil 39 milionů dolarů. V USA byl film do kin uveden 17. června 1983 a utržil zde 60 milionů dolarů, ve Velké Británii měl premiéru 19. července toho roku.
V roce 1984 měl premiéru odvozený film Superdívka a roku 1987 byl do kin uveden navazující snímek Superman 4.

## Příběh
Zatímco Lois Laneová odjíždí na dovolenou na Bermudy, Clark Kent se s Jimmym Olsenem vypraví do městečka Smallvile, ve kterém vyrostl, aby se zúčastnil po mnoha letech školního srazu a zároveň aby o tomto tématu napsal reportáž. Zde se také setká s Lanou Langovou, svou kamarádkou z dětství. Jako Superman se však musí vypořádat s hrozbou, kterou tvoří Ross Webster – megalomanský multimilionář, který chce s pomocí programátora Guse Gormana ovládnout celosvětový obchod s kávou a s ropou.

## Obsazení
- Christopher Reeve jako Clark Kent / Superman
- Richard Pryor jako August „Gus“ Gorman
- Jackie Cooper jako Perry White
- Marc McClure jako Jimmy Olsen
- Annette O'Toole jako Lana Langová
- Annie Ross jako Vera Websterová
- Pamela Stephenson jako Lorelei Ambrosia
- Robert Vaughn jako Ross Webster
- Margot Kidder jako Lois Laneová